# Innenstadt (St. Gallen)
Die Innenstadt ist eine Quartiergruppe der Schweizer Stadt St. Gallen. Sie besteht aus den statistischen Quartieren Altstadt und St. Leonhard Ost. Die Altstadt umfasst das einst von den Stadtmauern umfasste Gebiet einschliesslich des Stiftsbezirks, St. Leonhard-Ost schliesst westlich an die Altstadt an und endet auf der Höhe der St. Leonhardsbrücke. Die Quartiergruppe grenzt, im Nordosten beginnend, im Uhrzeigersinn an das Nordostquartier, das Südostquartier, St. Georgen, Riethüsli und das Rosenbergquartier. Das Gebiet der Quartiergruppe entspricht in etwa jenem der Stadt St. Gallen vor 1918 abzüglich der heutigen Quartiere Südost- und Nordostquartier.

## Gliederung und Verkehr
Das Quartier liegt zentral im Stadtgebiet mitten im Talkessel von St. Gallen. Historisch gesehen war das Stadtzentrum auch der regionale Knotenpunkt für alle Verkehrsträger und ist es auch geblieben.

### Gliederung
Die beiden statistischen Quartiere, aus denen die Quartiergruppe besteht, sind klar unterschiedlich bebaut.

Die Altstadt wird abseits vom Stiftsbezirk von engen Gassen dominiert, wobei die nördliche und südliche Altstadt durch den Marktplatz und den Bohl getrennt sind. Diese beiden ineinander fliessenden Plätze liegen auf der Ost-West-Hauptachse des öffentlichen Verkehrs, bieten aber dem motorisierten Individualverkehr keine Durchfahrtsmöglichkeit. Der dort befindliche Lebensmittelmarkt verfügt über 12 täglich geöffnete Marktstände und mittwochs und donnerstags über je 16 Markthändler. Der Marktplatz wird von April bis November am Freitag für einen wöchentlichen Bauernmarkt genutzt. Im westlichen Teil des Marktplatzes befindet sich der Blumenmarkt. 

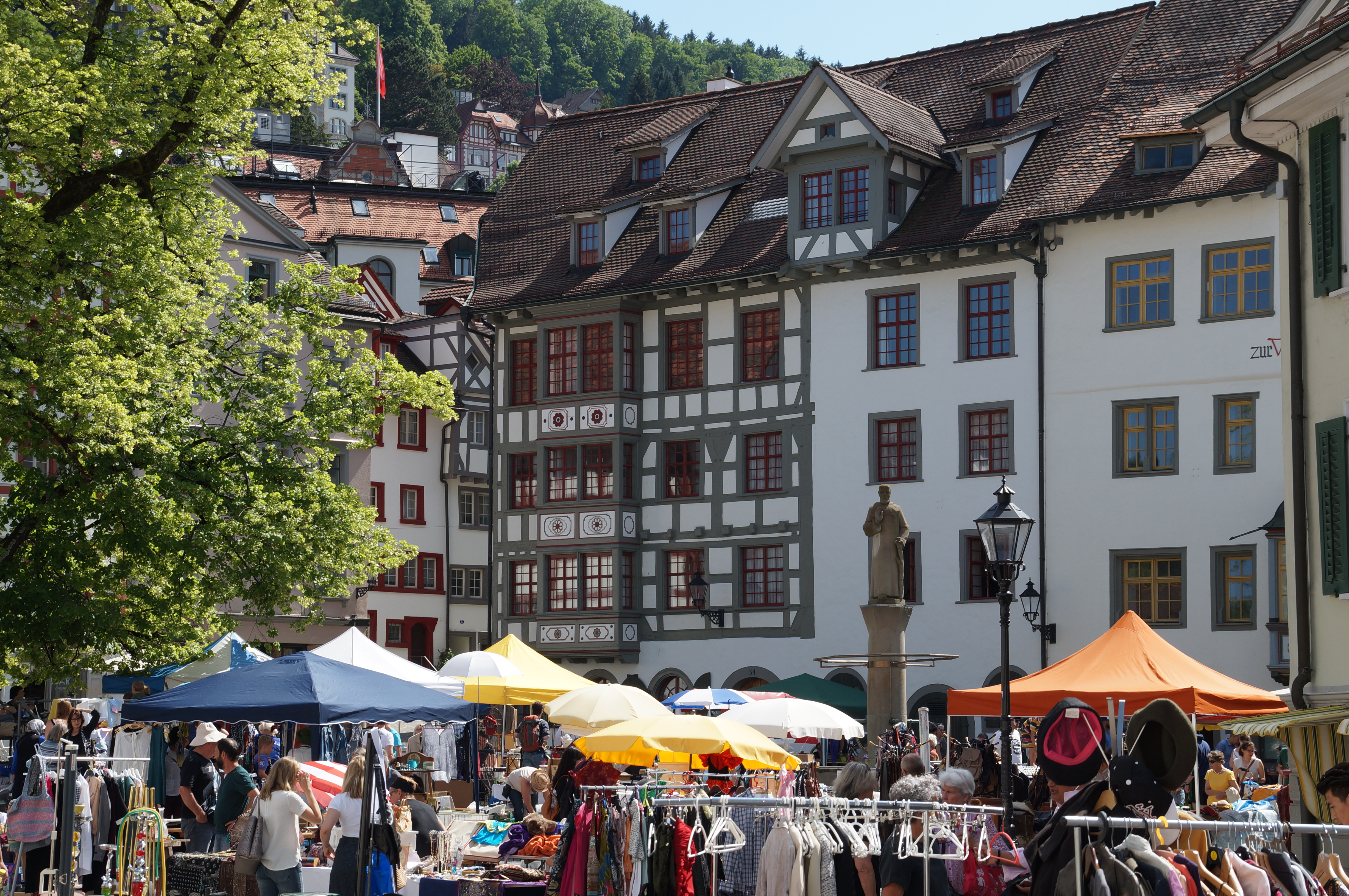
Gallusplatz mit Flohmarkt

Der Gallusplatz westlich von der Stiftskirche ist der einzige andere grössere freie Platz der Altstadt, auf dem ein jährlicher 'Christkindlimarkt' und ein monatlicher Flohmarkt veranstaltet werden.
Die Gassen der südlichen Altstadt sind seit Jahrzehnten die Shoppingmeile von St. Gallen, wobei vor allem Multergasse, Marktgasse, Neugasse und Spisergasse die wichtigsten Einkaufsstrassen sind, wobei auch diese seit den 2010er Jahren trotz Gegenmassnahmen unter einem Ladensterben leiden.
Die nördliche Altstadt ist im Gegensatz zum von Verkaufsgeschäften dominierten Süden wesentlich stärker von Bars, Lokalen und Restaurants dominiert; und ein gewisses Gebiet hat den Spitznamen 'Bermudadreieck' bekommen, weil dort offenbar Leute vielfach wie im angeführten Seegebiet 'absaufen'.
St. Leonhard-Ost hingegen ist wesentlich weiträumiger gebaut. Das Gebiet westlich der alten Stadtmauern wird von einigen wichtigen Durchgangsstrassen gequert oder tangiert: St. Leonhard-Strasse, Oberstrasse, Teufenerstrasse, Wassergasse, Kornhausstrasse, Oberer und Unterer Graben.
Wie es sich auf den historischen Stadtplänen der Stadt leicht nachvollziehen lässt, war dieses Gebiet das erste, das ausserhalb der Stadtmauern weiträumiger bebaut wurde. Der Quartierteil wird von Geschäftshäusern, Verwaltungsgebäuden und Banken dominiert, die zu einem guten Teil aus den drei Jahrzehnten vor der Wende zum 20. Jahrhundert und den Jahren bis zum Beginn des Ersten Weltkriegs stammen. Dies lässt sich aus den alten Stadtplänen ab 1860 ersehen, wo dieses Gebiet anfangs noch als Bleiche für das Leinwandgewerbe ausgewiesen ist, um dann allmählich überbaut zu werden. Hinweis auf diese damalige Verwendung sind weiterhin benutzte Ortsnamen wie 'Bleicheli', 'Webersbleiche' und 'Bleichestrasse'. Es stehen in diesem Gebiet noch einige imposante sogenannte Stickereipaläste, die während der Stickereiblüte im Jugendstil, Historismus und Klassizismus erbaut wurden. In dem damals darum 'Stickereiviertel' genannten Ortsteil wurde auch ein aufwändiges, grosses Lagerhaus errichtet, in dem heute unter anderem zwei Museen untergebracht sind.
In dem Quartierteil bauten alle grossen Schweizer Banken repräsentative Niederlassungen: Die SKA-Credit Suisse und der ehemalige Schweizerische Bankverein sich direkt gegenüberliegend beim Broderbrunnen am Oberen Graben, die ehemalige Schweizerische Volksbank an der St. Leonhard-Strasse 33 und die UBS am Bahnhofplatz. Hauptsitze errichteten hier zudem die St. Galler Kantonalbank an der St. Leonhard-Strasse und die Schweizer Raiffeisenbanken am von der Künstlerin Pipilotti Rist gestalteten sogenannten 'roten Platz', der tatsächlich Raiffeisenplatz heisst.
Ebenfalls an der St. Leonhard-Strasse gegenüber dem Bahnhof wurde ab 1911 das imposante Gebäude der Hauptpost mit Uhrturm gebaut. Auf der anderen Seit der St. Leonhard-Strasse gegenüber der Hauptpost wurde 1963 der 'Neumarkt' eröffnet, der das erste Einkaufszentrum der Stadt St. Gallen war und seither mehrere Male erweitert worden ist.

### Verkehr

#### Öffentlicher Verkehr
Alle grossen und wichtigen Knotenpunkte des öffentlichen Verkehrs St. Gallens sind auch noch heute in dem Quartier zu finden. Alle regionalen, nationalen und internationalen Bahnverbindungen aus der Stadt werden über den Bahnhof St. Gallen geführt. Die Bahnunternehmen SBB, SOB, Thurbo und Appenzeller Bahnen führen Kurse von und durch St. Gallen. Vom davor befindlichen Bushof verkehren alle Kurse der Verkehrsbetriebe St. Gallen, diverse Kurse der Postauto AG und eine Linie des Gossauer Regiobus.
Die am zweitstärksten frequentierte Haltestelle der Stadt, Marktplatz Bohl, befindet sich im Gebiet der Altstadt. Dieser ÖV-Knotenpunkt soll im Rahmen einer Neugestaltung des Marktplatzes optimiert werden. Am 27. September 2020 wurde im dritten Anlauf in einer Volksabstimmung das Projekt 'Vadian' angenommen.

#### Individualverkehr

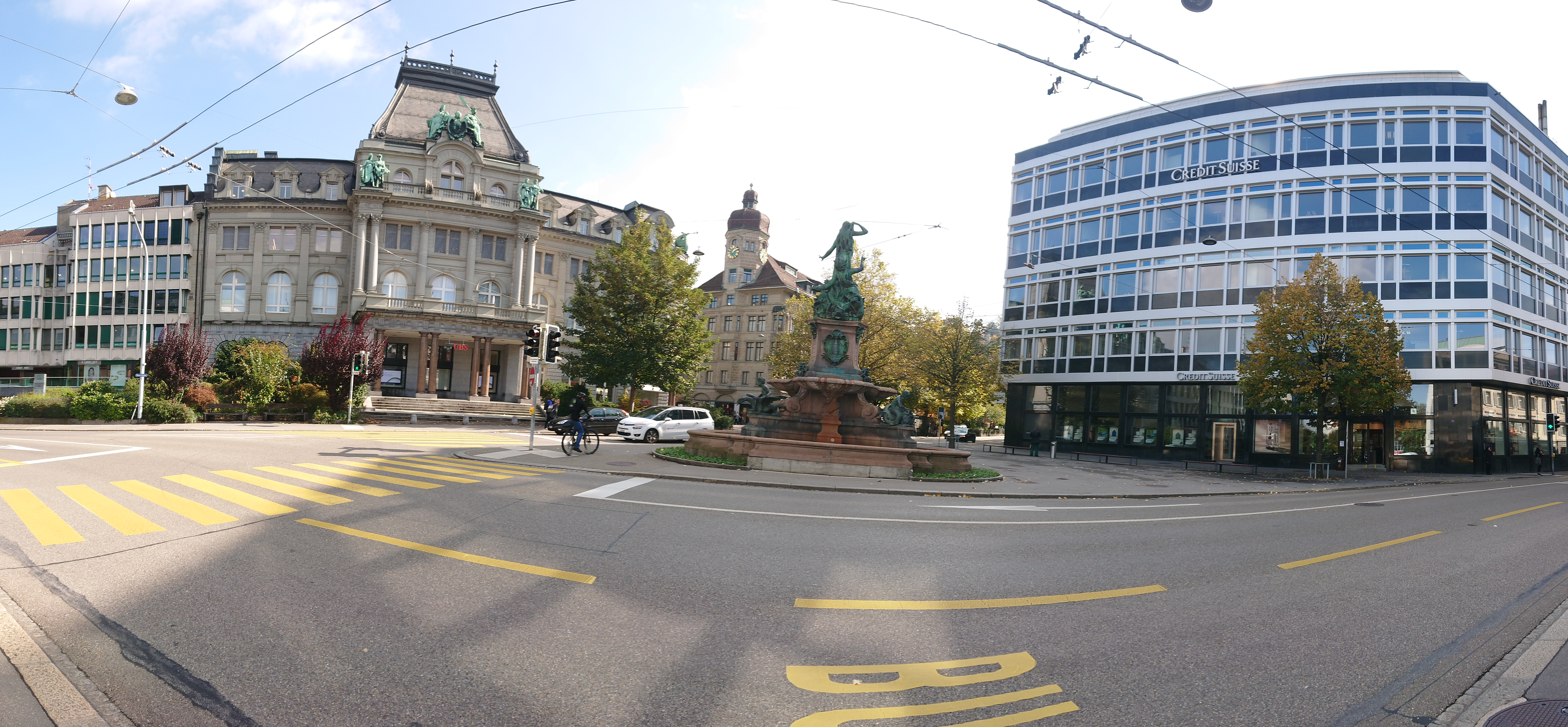
UBS (ehem. SBV), Broderbrunnen und Credit Suisse

Der motorisierte Individualverkehr belastet die Innenstadt auch noch heute sehr stark. Der Verkehr vom und zum Autobahnanschluss Kreuzbleiche der A1 belastet das Gebiet am westlichen Rand des Quartiers sehr stark. So betrug im Jahr 2019 die durchschnittliche Verkehrsbelastung der St. Leonhardsbrücke, über welche die Verkehrsachse Richtung Appenzell Ausserrhoden führt, im Schnitt über 24'000 Fahrzeuge/Tag. Die Verkehrsbelastung auf dem nördlich an der Altstadt vorbeiführenden Unteren Graben, auf dem der Ost-West-Verkehr durch die Stadt führt, betrug 2019 23'000 Fahrzeuge/Tag.
Was den individuellen Motorverkehr betrifft, ist das Quartier ganz klar zweigeteilt, wobei die südliche Altstadt beim Stiftsbezirk weitgehend für den Durchgangsverkehr gesperrt ist, seit mit der Sperrung der Gallusstrasse 2014 der Ost-West-Transit durch die südliche Altstadt verunmöglicht wurde und die Hauptlast in St. Leonhard-Ost anfällt.
Dem Langsamverkehr stehen vom Autoverkehr getrennte Strecken durch das Quartier speziell in Ost-West-Richtung zur Verfügung. Diese Abschnitte sollen Teil einer Veloschnellroute werden und durch Einzelmassnahmen im Rahmen des Mobilitätskonzeptes 2040 weiter optimiert werden.
Regionale Rad-Routen von Schweiz Mobil, die durch das Quartier führen, oder hier ihren Anfang nehmen sind die
- Ostschweizer Wein-Route
- Kartäuser-Fürstenland-Route
- Appenzeller Route
- Obstgarten-Route
- Appenzeller Aussichtsroute

Ausserdem endet die Wildmannli Mountainbike-Route beim Bahnhofplatz.
Ebenso führt die St. Gallen Skate-Strecke von Rorschach nach Bischofszell durch das Quartier.
Zudem wird die Innenstadt auch von der Nationalen Wanderroute Nr. 4, ViaJacobi durchquert, die durch den Klosterbezirk führt.

### Bevölkerung
Im April 2020 betrug die Bevölkerungszahl des Innenstadtquartiers 2857 Personen, wobei die Fünfjahresveränderung 9 Personen oder 0,3 % betrug.

## Behörden, Öffentliche Einrichtungen, Schulen und Sehenswürdigkeiten
Das Innenstadtquartier verfügt dank der Altstadt über die meisten Sehenswürdigkeiten von St. Gallen, ist aber auch der Standort vieler Städtischer und Kantonaler Ämter und Verwaltungseinrichtungen. Es ist Regierungssitz und das Verwaltungszentrum von Stadt und Kanton St. Gallen.

### Städtische Direktionen und Ämter

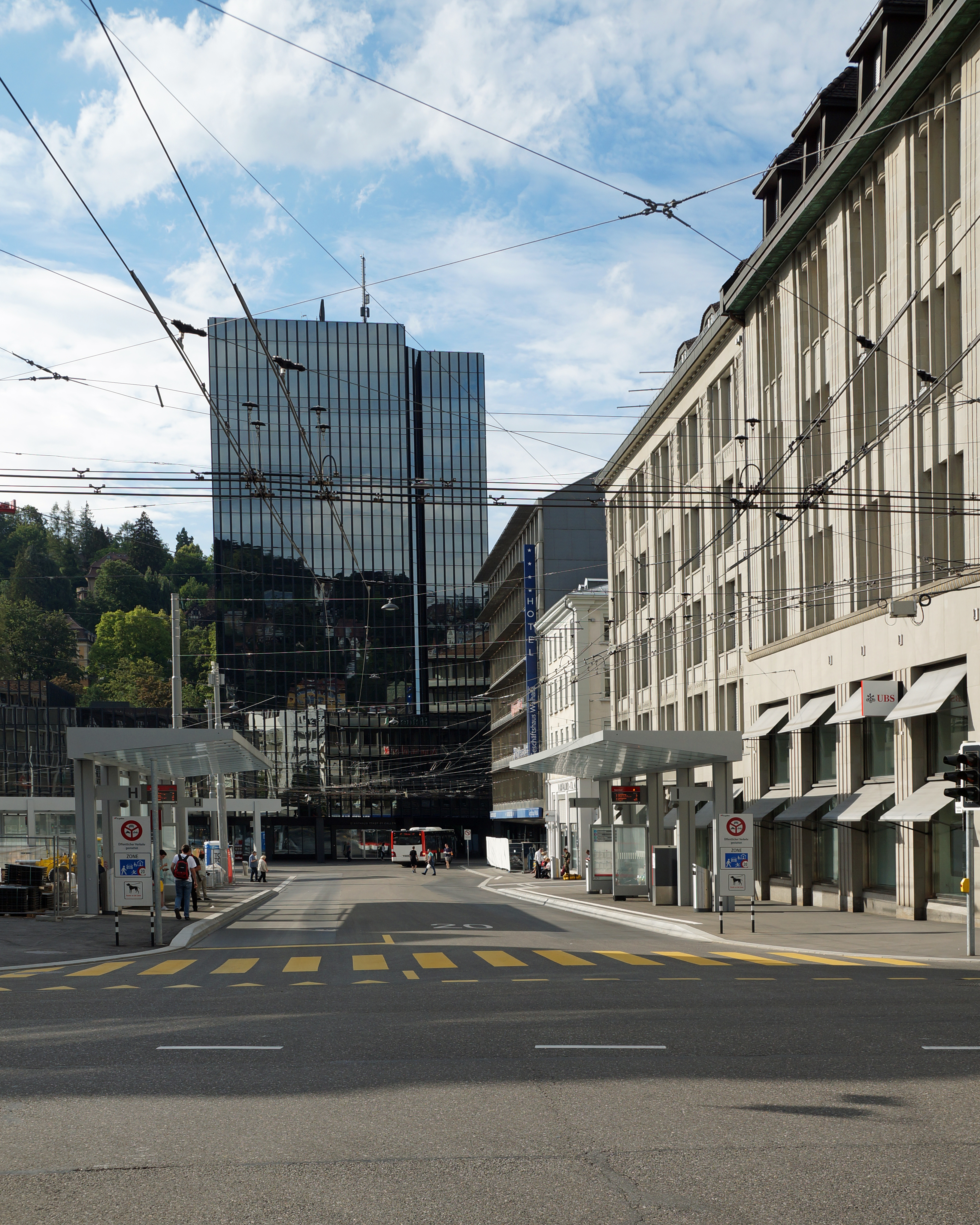
Bahnhofplatz mit Rathaus

Direkt neben dem Bahnhof steht das Rathaus der Stadt St. Gallen, wo die Stadtkanzlei, die Direktion Inneres und Finanzen, die Kulturförderung, die Standortförderung, die Bevölkerungsdienste, das Zivilstandsamt, das Steueramt, die Dienststelle Finanzen, die Personal- und Informatikdienste und die Organisationsentwicklung der Stadt untergebracht sind. Gleichfalls im Rathaus sind die Stabsstelle Recht und Legistik und die Kommunikation Stadt St. Gallen untergebracht.
An der St. Leonhard-Strasse 15 in unmittelbarer Nähe zum Rathaus befindet sich die Direktion Technische Dienste. Dazu gehören im Quartier auch die Entsorgung St. Gallen am Blumenbergplatz 3, das Kundenzentrum der Stadtwerke an der Vadianstrasse 8 und direkt daneben an der Vadianstrasse 6 «Umwelt und Energie Stadt St. Gallen».
Ebenfalls in der Innenstadt sind in der Neugasse weitere Ämter angesiedelt. An der Neugasse 1 und 3 ist die Direktion Planung und Bau mit allen unterstellten Amtsstellen zu finden. Diese Gebäude werden mit der Direktion Soziales und Sicherheit geteilt, die auch die Dienststelle Gesellschaftsfragen am gleichen Ort untergebracht hat. Weitere dieser Direktion unterstellte Dienststellen im Quartier Innenstadt sind die Sozialen Dienste an der Brühlgasse 1, die Kindes- und Erwachsenenschutzbehörde (KESB) am Bahnhofplatz 1 und die Stadtpolizei an der Vadianstrasse 57 am westlichen Ende des Quartiers. Die Sozialen Dienste an der Brühlgasse 1 teilten sich seit dem Bau der Liegenschaft diese mit der Postfiliale Brühltor. Per 2025 ging das geteilte Eigentum an der Liegenschaft (Schweizerische Post und Stadt St. Gallen) alleinig an die Stadt über, die in der Folge den Zugang zu den sozialen Diensten verbessern will. Die einzige andere Postfiliale in der Innenstadt liegt am Bahnhofplatz in der Hauptpost.

### Kantonale Departemente (Regierung)

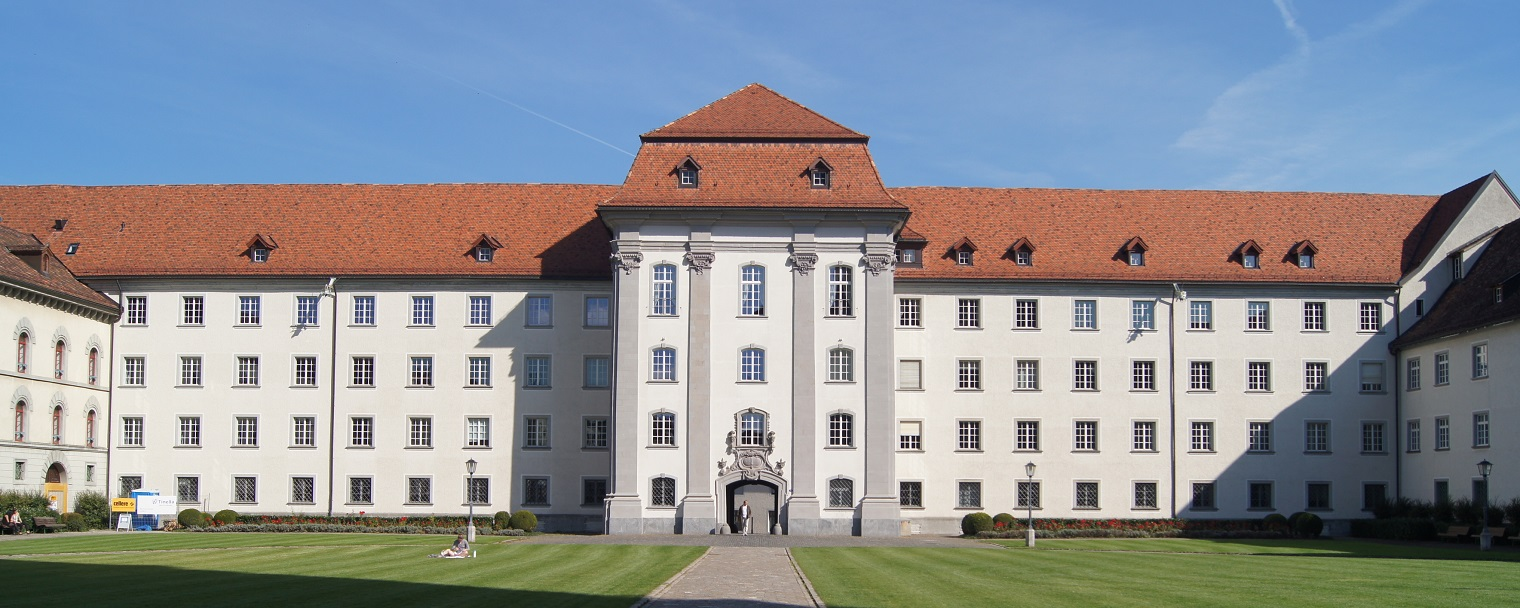
Neue Pfalz St Gallen

Das Departement des Innern, die Staatskanzlei und das Stiftsarchiv sind in der 'neuen Pfalz', dem Regierungsgebäude an der Adresse Klosterhof 1 untergebracht.
Das Volkswirtschaftsdepartement und das Finanzdepartement finden sich ebenfalls in der Innenstadt an der Davidstrasse 35, zwei Häuser daneben, in der Davidstrasse 31, ist das Bildungsdepartement zu finden. Am Oberen Graben 32, direkt an der Grenze zur Altstadt, sind das Gesundheitsdepartement und das Sicherheits- und Justizdepartement einquartiert. Mit Ausnahme des Baudepartements befinden sich alle kantonalen Departemente in der Innenstadt.

### Parlamente

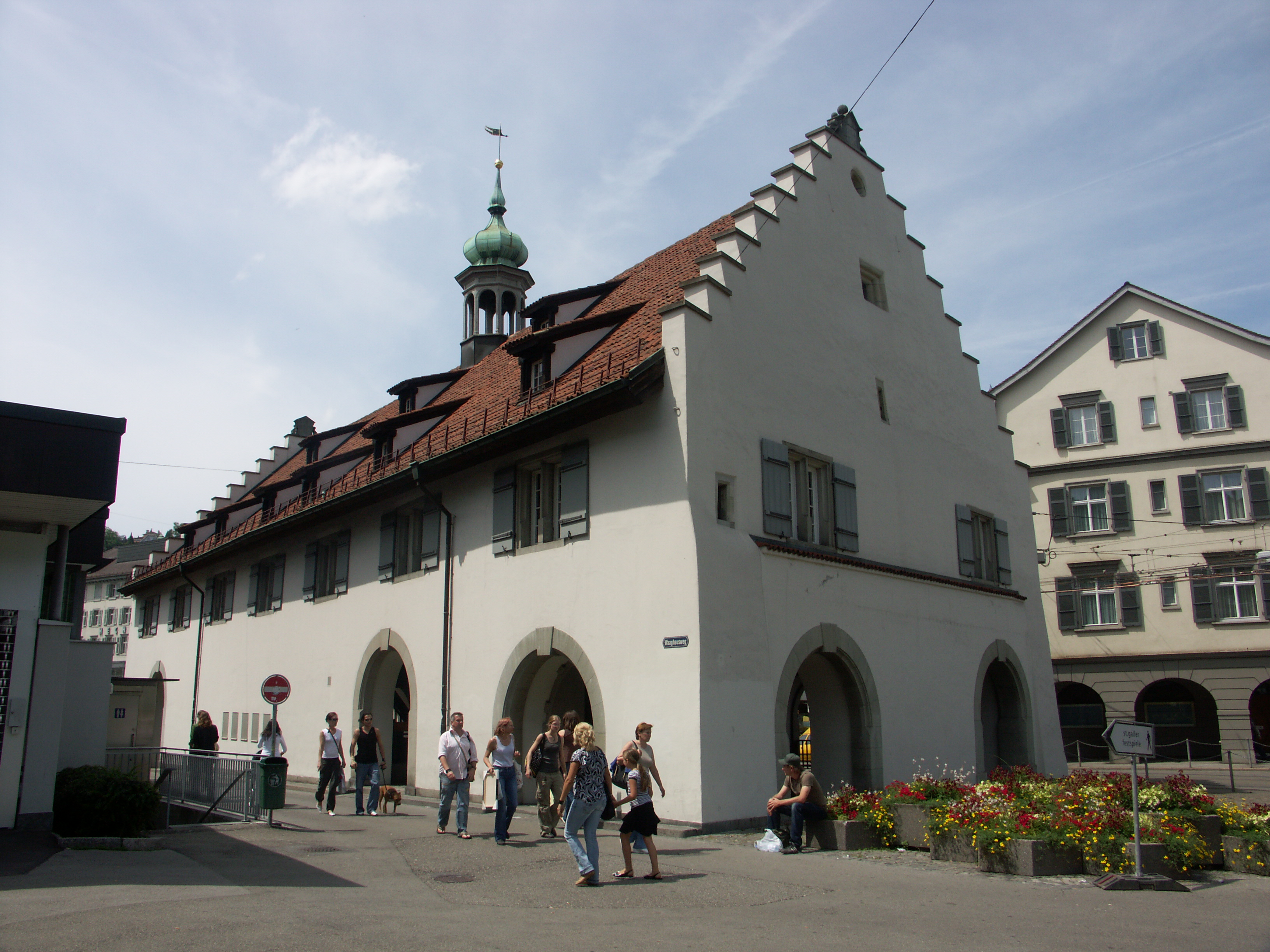
Waaghaus, Sitz des städtischen Parlaments.

Die regulären Parlamentsräumlichkeiten von Stadt und Kanton befinden sich beide im Quartier Innenstadt. Das Kantonale Parlament tagt im Regierungsgebäude am Klosterhof im Kantonsratssaal. Das städtische Parlament tagt jeweils im Waaghaus beim Bohl.

### Museen und Kultureinrichtungen
Auch wenn sich die zahlreiche Museen und das Stadttheater der Stadt St. Gallen im sogenannten Museumsquartier befinden, so finden sich in der Innenstadt einige Museen und Kultureinrichtungen.
- Textilmuseum St. Gallen an der Vadianstrasse
- Stiftsbibliothek in der Fürstabtei
- Gewölbekeller des Stiftsbezirks
- Museum of Emptiness an der Haldenstrasse
- Museum im Lagerhaus an der Davidstrasse
- Stiftung Kunst Halle Sankt Gallen an der Davidstrasse
- Kellerbühne St. Gallen an der St. Georgenstrasse[26]
- Theater Parfin de Siècle am Mühlensteg
- Stadtbibliothek St. Katharinen
- Bibliothek in der Hauptpost (Provisorium)

Es ist beabsichtigt, im Union-Gebäude an Blumenmarkt und Oberem Graben eine neue zentrale Bibliothek zu errichten, in welche die Bibliothek Hauptpost und die Kantons- und Stadtbibliothek zentral zusammengezogen werden sollen. Ein Architekturwettbewerb wurde 2020 lanciert.
Die bedeutendste kulturelle Veranstaltung in der Innenstadt dürften die St. Galler Festspiele sein, die seit 2006 jährlich mit Aufführungen auf dem Klosterhof und im Kloster veranstaltet wurden und nach 2023 nur noch jedes zweite Jahr im Stiftsbezirk stattfinden werden.

### Schulen
Im Bezirk Innenstadt befinden sich eine Primarschule, Kindergärten, eine der ältesten Schulen der Schweiz und mehrere Schulhäuser für die Berufs- und Weiterbildung von Lehrlingen.
- Primarschule St. Leonhard an der Vadianstrasse 49[27]
- Kindergarten am Oberen Graben 45
- Flade: Oberstufenschulhaus der Katholischen Administration beim Kloster
- Gewerbliches Berufs- und Weiterbildungszentrum St. Gallen Kirchgasse 15[28]
- Gewerbliches Berufs- und Weiterbildungszentrum St. Gallen Davidstrasse 25[29]
- Gewerbliches Berufs- und Weiterbildungszentrum St. Gallen Klosterhof 5[30]
- Gewerbliches Berufs- und Weiterbildungszentrum St. Gallen Kugelgasse 19[31]
- Gewerbliches Berufs- und Weiterbildungszentrum St. Gallen Schreinerstrasse 5[32]

### Bauwerke
Siehe auch Liste der Kulturgüter in der Stadt St. Gallen
- Die gesamte Altstadt mit den über Hundert Erkern ist als gesamtes sehenswürdig
- Stiftsbezirk mit Kathedrale
- Kirche St. Laurenzen
- Pfarrkirche St. Mangen
- Ehemaliges St. Katharinenkloster (Heute Stadtbibliothek Katharinen)
- Bank Wegelin (Haus Notenstein)
- Karlstor, das letzte noch bestehende Stadttor St. Gallens
- Bahnhof St. Gallen
- Hauptpostgebäude
- Broderbrunnen
- Geschäftshäuser Oceanic und Washington
- Waaghaus
- Stadthaus
- Sogenanntes Schlössli an der Spisergasse
- Pfalzkeller, Kantonale Notrufzentrale und Busstation am Bohl vom Architekten Santiago Calatrava
- Der „Rote Platz“ beim Hauptsitz der Raiffeisenbank Schweiz

### Weblink
- Ein Blog des Quartiervereins Innerstadt
- Offizielle Website von St. Gallen